# ABF-Åland
ABF-Åland (officiellt namn Arbetarnas Bildningsförbund på Åland rf ) är ett bildningsförbund på Åland i Finland som bildades 1982 av fackföreningar på Åland. Bildningsförbundet bedriver föreläsnings-, kurs- och studiecirkelverksamhet i samarbete med medlemsföreningar samt andra föreningar, organisationer och myndigheter.
ABF-Åland är partipolitiskt obundet. Grundvärderingarna sammanfaller med arbetarrörelsens som bottnar i alla människors lika värde, jämlikhet, solidaritet och demokratins principer. Verksamheten styrs av Ålands Landskapslag (2009:54) ”Landskapets stöd till det fria bildningsarbetet ska ha till syfte att främja livslångt lärande, ett aktivt medborgarskap och demokrati samt verksamhet i medborgarsamhället.”

## Historia
Verksamheten startade 1982. Motståndet från Ålands landskapspolitiker var stort när det första initiativet togs 29 februari 1980 om att bilda arbetarrörelsens egen studiecentral på Åland. Tidigare hade studiecirklar administrerats av ABF med säte i Helsingfors.
Första protokollförda mötet hölls 10 april 1980. Parallellt hade Ålands bildningsförbund grundats med modell från Svenska studieförbundet i Finland som stod Svenska folkpartiet nära. Peter Kåhre anställdes 1982 som studiesekreterare gjorde reglemente och stadgar för ABF-Åland. Den första studiecirkeln hette Revision av självstyrelselagen. Varje kurs och studiecirkel skulle på förhand godkännas av Landskapsstyrelsen.

### Olof Palmes minnesfond
Strax efter mordet på Sveriges statsminister Olof Palme 28.2 1986 grundades minnesfonden som administreras av ABF-Åland och har till syfte att främja biståndsarbete, fredsfostran och fredsforskning samt humanitära insatser.

## Verksamhet

### Struktur
Enligt ABF-Ålands stadgar är förbundets syfte att vara en del av det fria bildningsarbetet grundad på jämlikhetens, solidaritetens och demokratins principer. Föreningen ska arbeta för ett aktivt medborgarskap, främja och verka för ett livslångt lärande, utveckla kulturpolitiken samt att skapa förutsättningar för och administrera utbildning och kulturverksamhet inom fackföreningsrörelsen, politiska-, ideella- och övriga intresseorganisationer på Åland.
ABF-Åland leds av en styrelse. År 2021 deltidsanställde förbundet en verksamhetsledare och en studiesekreterare. År 2021 hade förbundet 34 medlemsföreningar (upp från 23 år 2011) och därmed cirka 7000 enskilda medlemmar.
ABF-Åland är medlem i Leader Åland r.f.,  ABF-Norden (äger Internationella folkhögskolan som håller kurserna Nordenskolan och Genèveskolan), Bildningsalliansen (paraplyorganisation för den svenskspråkigt fria bildningen i Finland) och är medaktör i nätverket Bärkraft.

### Verksamhet
ABF arbetar aktivt med att bygga trygga möten i alla verksamheter. ABF arrangerar och ordnar kurser, föreläsningar, studiecirklar och projekt. Integrations- och inkluderingsverksamhet är centralt.Verksamhet bygger på en mängd olika samarbeten, projekt och aktiviteter.
ABF-Ålands Föreningshuset på Ålandsvägen 40 i Mariehamn fungerar som center för ett tiotal föreningar samt som kontor för förbundet. ABF erbjuder praktisk hjälp och handledning att arrangera möten fysiskt och online. Fokus är på korta kvällskurser, kvällsseminarier, föreläsningar med efterföljande samtal, enskilda studiekvällar, studiecirklar och projektinriktad bildning.